# Bryum crassidens
Bryum crassidens là một loài rêu trong họ Bryaceae. Loài này được Lindb. Kindb. mô tả khoa học đầu tiên năm 1883.